# Þorláks sögur helga
Þorláks sögur helga es una de las sagas de los obispos que trata sobre la vida de Torlak de Islandia (Þorlákr Þórhallsson, m. 1193) como obispo de Skálholt y primer santo de Islandia. Su santificación fue ratificada en el Althing de 1198 y sus restos fueron exhumados y trasladados al monasterio de Skálholt en 1199. Sobreviven algunas citas en latín de la saga y hay dos versiones, una llamada antigua ("A") escrita después de 1200 y otra llamada joven ("B") contemporánea de Hungurvaka que sobrevive parcialmente en copias posteriores. Ambas versiones difieren sobre todo la joven y el relato sobre los enfrentamientos de Torlak con caudillos islandeses por el control de tierras eclesiásticas (staðamál), que también se conoce como Oddaverja þáttr, pues el adversario principal era Jón Loftsson de Oddi.